# Leptocoelotes
Leptocoelotes là một chi nhện trong họ Agelenidae.